# 第4號交響曲 (賀凡尼斯)
第4號交響曲，作品165，是美籍亞美尼亞作曲家賀凡尼斯的交響樂作品，創作於1958年，於同年12月13日完成。樂曲是受早一年才成立的美國管樂團（又稱為匹茲堡美國管樂團，因為它位於匹茲堡，現時正式名稱為美國管樂交響樂團）所委約創作，並且題獻給威廉·P·史奈德三世（William P. Synder III），首演的指揮為創辦人，現時仍在世並擔任藝術總監的布特萊（Robert Austin Boudreau）。及後賀凡尼斯亦為該樂團創作了第7號及第20號交響曲。
賀凡尼斯一共寫了8首以管樂團演奏的交響曲，《第4號交響曲》是第1首。雖然標明是為管樂團創作，但他也加入了豎琴這件絃樂器。另一方面，從編號上，本曲排行第四，但實際上，撇除早年被他燒毀及已遺失的早期作品，這應該是他第10首，編號上的出入是因為他以樂曲的出版先後為依歸，而並非一般按完成日期來釐定。

## 創作背景
作曲家對樂曲有這樣的解說：
|  | 我非常欣賞分別喜馬拉雅山脈的旋律、700年的亞美利亞宗教音樂、印度南部的古典音樂、中國唐代的管絃音樂，以及韓德爾的神劇。我的《第4號交響曲》，也是受到了幾位作曲家的靈性啟發，包括有易格茅恩（Magar Yegmalian）、華達珮（Gomidas Vartabed）及韓德爾。…… |

## 分析

### 樂隊編制
本曲依隨近代管絃樂團中的管樂部份撰寫樂譜，但實際的樂手人數則可以按情況增加。
- 木管樂器：3長笛、2雙簧管、英國管、2單簧管、低音單簧管、2巴松管、低音巴松管

長笛、雙簧管、英國管、單簧管及巴松管演奏者可以倍增
- 銅管樂器：4圓號、2小號、4長號、大號

除大號外，其他樂器可增至6名樂手，第5、6圓號與第1、4圓號齊奏；第5、6長號與第1、4長號齊奏；小號為兩倍增。
- 敲擊樂器（4位）：定音鼓、大鑼、中鑼、大鼓、鐘琴、木琴、馬林巴琴、顫音琴、管鐘
- 絃樂器：豎琴

### 結構
共分為三個樂章，樂譜上所建議的演奏時間為18分鐘。
- 第1樂章：行板 (Andante)
- 第2樂章：快板（Allegro）

是一首短小的樂章，編制上亦只屬於小型合奏模式，只運用長笛、雙簧管、英國管、單簧管、巴松管及圓號各1支，另加4位敲擊樂手及豎琴。樂曲結構為類似ABA'形式。開首和末段的寫作模式相近，但音樂旋律則並非完全相同。
首先由馬林巴琴獨奏一段長三小節的樂句，以19/8加上20/8所組合成的複合節奏記號為單位，簡單而言，19/8和20/8的旋律樂句近乎完全相同，只是後者在其中一組音上多奏一個八分音符而已。接著，另外3位敲擊樂和豎琴一同加入，以稍快的2/2節奏按既定的「等額時距」奏出長音或音群（這種寫作手法是賀凡尼斯慣常使用的方法），而馬林巴琴則按原本的速度繼續彈奏19/8加上20/8的音群，但2/2部份只維持約15秒便完結，只剩下馬林巴琴繼續它未完的獨奏樂段，並引進入B部份。
B部份為更快的2/2節奏，由豎琴的八分音符分解和弦開始，獨奏管樂器輪流對答，隨後顫音琴緊接豎琴，彈奏出八分音符旋律及伴奏同步的樂句，其他管樂器則按時加入，加強顫音琴的旋律部份，但這一段的時間卻很短小，在顫音琴不斷重覆敲打G4音聲中，A部份的結構重現。這次改以木琴彈奏複合節奏，音高和結構跟開首時有所分別，但音樂性質則類近。在木琴繼續它的頑固速度下，另外3位敲擊樂和豎琴的2/2部份再次出現，但也只能維持著15秒的時間，又回復到木琴的獨奏，直至以最弱中結束。
- 第3樂章：富感情的行板（Andante Espressivo）

首6小節為作曲家典型的7/4聖詠風格前奏，隨即英國管進入4/4主題的獨奏段，兩者再重復演奏一次後，是4支長號11/4的聖詠風格間奏，及後分別是雙簧管的獨奏及圓號的7/4節奏交替出現，好像是前段的一個倒置寫作手法。進入排練號49後是新的間奏段落，第1，2長號以二度或三度音程作相反滑奏，其餘的長號則在仰音區吹奏出有力的宣示調，在大鑼由弱漸強的滾奏下，其他敲擊樂進入了「自由速度」樂段，並引領到速度稍快的7/4樂段。樂器間互相對應、並後來以帶卡農模式將樂曲推向新的高峰，敲擊樂器則繼續以「等額時距」模式演奏，最後全體管樂在卡農模式中以最強奏中結束。